# Уильямс, Фред (баскетбольный тренер)
Фред Уильямс (англ. Fred Williams; род. 8 февраля 1957, Инглвуд, Калифорния) — американский баскетбольный тренер и скаут. В 1983—1997 годах тренировал женские команды Университета Южной Калифорнии и Калифорнийского университета в Ирвайне (как помощник тренера двукратный чемпион NCAA в 1983 и 1984 годах). В дальнейшем главный тренер клубов Женской НБА «Юта Старз», «Атланта Дрим» и «Даллас Уингз», а также клуба НЖБЛ «Сан-Диего Сидж». Финалист НЖБЛ (2006) и ЖНБА (2013), тренер года и тренер матча всех звёзд НЖБЛ (2006).

## Биография
Фред Уильямс начинал карьеру в баскетболе как разыгрывающий защитник сборной Университета штата Айдахо в Бойсе (конференция Big Sky), в ходе выступлений за которую был избран в 1979 году в символическую сборную конференции. Завершил учёбу в 1980 году. По окончании университета подписал контракт как свободный агент с клубом НБА «Юта Джаз», но в НБА так и не сыграл.
С 1983 года — помощник главного тренера женской сборной Университета Южной Калифорнии. В этом и следующем годах дважды подряд участвовал в завоевании командой титулов чемпионок NCAA. После нескольких лет в качестве помощника главного тренера в Калифорнийском университете в Ирвайне вернулся в Университет Южной Калифорнии, вначале снова как помощник главного тренера, а в 1996 и 1997 годах как главный тренер. Во второй сезон одержал с командой 20 побед при 9 поражениях и дошёл до второго круга плей-офф NCAA. Однако часть игроков была недовольна слишком спокойным тренерским стилем Уильямса, и по окончании этого сезона он расстался со сборной.
С 2008 года четыре сезона тренировал проходившую перестройку состава команду Женской НБА «Юта Старз». После одного сезона в качестве помощника тренера три года возглавлял клуб. После этого в 2003—2004 годах был помощником главного тренера клуба ЖНБА «Шарлотт Стинг», а в 2006 году занял пост главного тренера команды НЖБЛ «Сан-Диего Сидж». В свой первый сезон с этим клубом Уильямс вывел его в финал плей-офф лиги, стал тренером матча всех звёзд НЖБЛ, а по итогам сезона был признан тренером года.
После того, как в 2007 году НЖБЛ была ликвидирована, вернулся в ЖНБА, став помощником главного тренера Маринелл Медорс в только что созданном клубе «Атланта Дрим», дебют которого состоялся в сезоне 2008 года. В 2010 и 2011 годах в составе тренерского штаба «Дрим» становился победителем Восточной конференции ЖНБА. В августе 2012 года временно назначен главным тренером и генеральным менеджером клуба, а в декабре того же года занял эти посты на постоянной основе. Успешно провёл остаток сезона 2012 года, выиграв с клубом семь игр из девяти и пробившись с ним в плей-офф. В следующем сезоне команда стартовала с 10 победами в 11 матчах, но, потеряв травмировавшую ногу нападающую Санчо Литтл, закончила регулярную часть первенства лишь с балансом 17-17. Несмотря на это, Уильямс в третий раз за время работы с клубом и в первый раз в качестве его главного тренера вывел «Атланту» в финал плей-офф чемпионата.
В январе 2014 года, расставшись с «Атлантой», возглавил другой клуб ЖНБА — «Талса Шок», главным тренером которого оставался на протяжении пяти сезонов, в том числе после того, как команда перебазировалась в Техас и сменила название на «Даллас Уингз». За пять лет Уильямс дважды выводил клуб в плей-офф, но недостаточно удачная игра «Далласа» в 2018 году (включавшая серию из восьми поражений подряд) и ссора с президентом клуба привели к увольнению главного тренера за три тура до конца регулярного сезона, когда «Уингз» занимали 8-е место в общем зачёте. С 2019 года Уильямс работает помощником главного тренера в команде ЖНБА «Лос-Анджелес Спаркс».
Помимо тренерской работы в студенческом спорте и ЖНБА, Уильямс также сотрудничал как скаут с клубами НБА «Юта Джаз», «Сиэтл Суперсоникс», «Сакраменто Кингз» и клубом ЖНБА «Вашингтон Мистикс». Женат на Шелли (Бо) Талли Уильямс.